# Dímitra Kontú
Dímitra Eleni Kontú (en griego: Δήμητρα Ελένη Κοντού; Atenas, 23 de septiembre de 2005) es una deportista griega que compite en remo.
Participó en los Juegos Olímpicos de París 2024, obteniendo una medalla de bronce en la prueba de doble scull ligero. Ganó tres medallas de plata en el Campeonato Europeo de Remo entre los años 2023 y 2025.

## Palmarés internacional
| Juegos Olímpicos   | Juegos Olímpicos   | Juegos Olímpicos  | Juegos Olímpicos   |
| Año                | Lugar              | Medalla           | Prueba             |
| ------------------ | ------------------ | ----------------- | ------------------ |
| 2024               | París (Francia)    | Medalla de bronce | Doble scull ligero |
| Campeonato Europeo |                    |                   |                    |
| Año                | Lugar              | Medalla           | Prueba             |
| 2023               | Bled (Eslovenia)   | Medalla de plata  | Doble scull ligero |
| 2024               | Szeged (Hungría)   | Medalla de plata  | Doble scull ligero |
| 2025               | Plovdiv (Bulgaria) | Medalla de plata  | Doble scull        |